# Гаврюк, Евгений Юрьевич
Евгений Юрьевич Гаврюк (23 января 1987, Орджоникидзе, Днепропетровская область, Украинская ССР) — российский футболист, нападающий. Сыграл более двухсот матчей в кубках и чемпионатах России.

## Карьера
Воспитанник ДЮСШ (Орджоникидзе) и «Днепр-75» (Днепропетровск), первый тренер — Геннадий Николаевич Северов. В 2000-х годах переехал в Россию. Покинув Украину, стал игроком московской «Академики». Спустя некоторое время получил приглашение от французской «Тулузы», стал игроком второго состава французского клуба, сыграл десять матчей и забил один гол. Вернулся в Москву, в «Локомотив». В первом сезоне сыграл два матча, забил один гол за дублирующий состав. В 2006 году перешёл в нальчинский «Спартак», где также не был результативен, сыграв девять матчей и забив один гол в дубле. Спустя сезон был отдан обратно в «Локомотив», на правах аренды — восемнадцать матчей и восемь голов за дубль.
С 2007 года выступал в первом и втором дивизионах чемпионата России. В 2010 году в составе «Нижнего Новгорода» и в сезоне 2013/14 в составе «Луча-Энергии» становился бронзовым призёром ФНЛ. В составе дзержинского «Химика» и саратовского «Сокола» — победитель зонального турнира второго дивизиона в сезонах 2012/13 и 2013/14. Всего сыграл 117 матчей в первом дивизионе и более 100 — во втором. В составе «Факела» участник четвертьфинала Кубка России, в котором его команда уступила «Ростову».
Выступал за юношескую сборную России 1987 г.р. под руководством Игоря Чугайнова. В отборочном турнире юношеского чемпионата Европы 2006 года сыграл 5 матчей и забил 2 гола.